# Sam Gilman
Pour les articles homonymes, voir Gilman.
Sam Gilman est un acteur américain, né le 5 février 1915 à Lynn (Massachusetts), mort le 3 décembre 1985 à Los Angeles (quartier de North Hollywood, Californie).

## Biographie
Au théâtre, Sam Gilman joue notamment à Broadway (New York) dans deux pièces, la première en 1949, la seconde en 1950-1951 étant Le Roi Lear de William Shakespeare (avec Louis Calhern dans le rôle-titre et Nina Foch).
Au cinéma, il contribue à vingt-quatre films américains sortis entre 1950 et 1982 (trois ans avant sa mort à 70 ans, en 1985). Ami proche de Marlon Brando, il apparaît dans cinq de ses films, dont les westerns La Vengeance aux deux visages réalisé par Brando (1961, avec Karl Malden et Katy Jurado) et Missouri Breaks d'Arthur Penn (1976, avec Jack Nicholson et Kathleen Lloyd).
Par ailleurs, citons Brisants humains de Joseph Pevney (1956, avec Jeff Chandler et George Nader), Patrouilleur 109 de Leslie H. Martinson (1963, avec Cliff Robertson et Ty Hardin) et Le Clan des irréductibles de Paul Newman (1970, avec le réalisateur et Henry Fonda).
À la télévision, Sam Gilman se produit dans cinquante-cinq séries entre 1954 et 1983, dont Les Incorruptibles (trois épisodes, 1960), Shane (intégrale en quinze épisodes, 1966), Mannix (trois épisodes, 1968-1975) et Les Têtes brûlées (un épisode, 1978).
S'ajoutent trois téléfilms diffusés en 1974 et 1975, dont The Morning After (en) de Richard T. Heffron (1974, avec Dick Van Dyke et Lynn Carlin).

## Théâtre à Broadway (intégrale)
- 1949 : How Long Till Summer d'Herbert et Sarrett Rudley : M. Burns
- 1950-1951 : Le Roi Lear (King Lear) de William Shakespeare, mise en scène de John Houseman : un membre de la troupe

## Filmographie partielle

### Cinéma
- 1950 : C'étaient des hommes (The Men) de Fred Zinnemann : petit rôle non spécifié
- 1953 : La Tunique (The Robe) d'Henry Koster : un capitaine de navire
- 1953 : L'Équipée sauvage (The Wild One) de László Benedek : un shérif-adjoint
- 1954 : Désirée d'Henry Koster : Fouché
- 1956 : Marqué par la haine (Somebody Up There Likes Me) de Robert Wise : un détective arrêtant Rocky
- 1956 : Pleine de vie (Full of Life) de Richard Quine : Dr Atchison
- 1956 : Brisants humains (Away All Boats) de Joseph Pevney : le lieutenant Jim Randall
- 1958 : Le Bal des maudits (The Young Lions) d'Edward Dmytryk : le soldat Faber
- 1961 : La Vengeance aux deux visages (One-Eyed Jacks) de Marlon Brando : Harvey Johnson
- 1963 : Patrouilleur 109 (PT 109) de Leslie H. Martinson : Raymond Starkey
- 1965 : Le fauve est déchaîné (en) (Fluffy) d'Earl Bellamy : un policier
- 1970 : Le Clan des irréductibles (Sometimes a Great Notion) de Paul Newman : John Stamper
- 1971 : Deux Hommes dans l'Ouest (Wild Rovers) de Blake Edwards : Sam Hansen
- 1971 : Blood Sabbath de Brianne Murphy (en) : Lonzo
- 1974 : Les Marais de la haine ('Gator Bait) de Beverly et Ferd Sebastian : T.J. Bracken
- 1976 : Missouri Breaks (The Missouri Breaks) d'Arthur Penn : Hank Rate
- 1976 : La Loi de la haine (The Last Hard Men) d'Andrew V. McLaglen : Dutch Vestal
- 1978 : Doux, Dur et Dingue (Every Which Way But Loose) de James Fargo : un ami de l'homme corpulent

### Télévision

#### Séries
- 1954 : Medic (en)

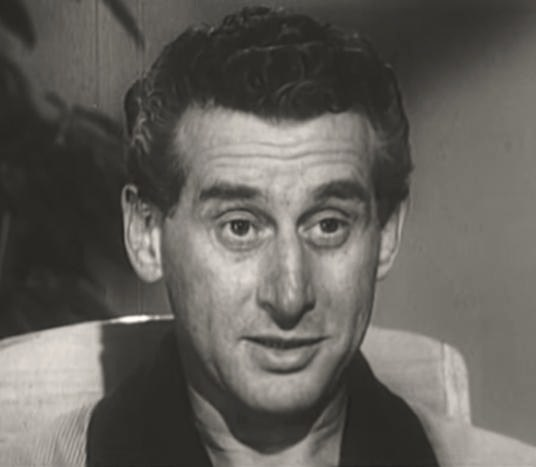
Dans la série Medic, épisode The Wild Intruder (1954)

  - Saison 1, épisode 11 The Wild Intruder : Dr Kovak
- 1958 : Perry Mason, première série
  - Saison 1, épisode 23 Chantage à l'œil (The Case of the One-Eyed Witness) de Christian Nyby : George Danvers
- 1958 : Monsieur et Madame détective (The Thin Man)
  - Saison 1, épisode 32 The Saucer People de William Asher : Jim Eddington
- 1960 : Aventures dans les îles (Adventures in Paradise)
  - Saison 1, épisode 13 Les Scélérats (Castaways) de Gerald Mayer : Stavros
- 1960 : 77 Sunset Strip
  - Saison 2, épisode 29 Stranger Than Fiction de George Waggner : Ian Pepperday
- 1960 : Les Incorruptibles (The Untouchables)
  - Saison 1, épisode 18 La Petite Égypte (Little Egypt - le shérif-adjoint Parker) et épisode 21 Tueur sans gages, 2e partie (The Unhired Assassin, Part II - le détective Barney Kyle) d'Howard W. Koch
  - Saison 2, épisode 4 L'Histoire de Waxey Gordon (The Waxey Gordon Story) : Charlie Sherman
- 1960-1962 : Alfred Hitchcock présente (Alfred Hitchcok Presents)
  - Saison 5, épisode 20 Mort en différé (The Day of the Bullet, 1960 - un policier) de Norman Lloyd et épisode 30 Insomnie (Insomnia, 1960 - le capitaine des pompiers) de John Brahm
  - Saison 6, épisode 3 A Very Moral Theft (1960) de Norman Lloyd : Charlie
  - Saison 7, épisode 15 The Door Without a Key (1962) d'Herschel Daugherty : un policier patrouillant en voiture
- 1962 : Route 66 (titre original)
  - Saison 2, épisode 21 Shoulder the Sky, My Lad de David Lowell Rich : le lieutenant Robak
- 1962 : Suspicion (The Alfred Hitchcock Hour)
  - Saison 1, épisode 6 Final Vow de Norman Lloyd : le lieutenant Shapiro
- 1964 : Ben Casey
  - Saison 3, épisode 32 For a Just Man Falleth Seven Times de Vince Edwards : Biggy Morgan
- 1966 : Shane
  - Saison unique, 15 épisodes (intégrale) : Sam Grafton
- 1966-1967 : Gunsmoke ou Police des plaines (Gunsmoke ou Marshal Dillon)
  - Saison 12, épisode 1 Snap Decision (1966 - Gilcher) de Mark Rydell et épisode 24 Noose of Gold (1967 - Jim Gunther) d'Irving J. Moore
  - Saison 13, épisode 13 Rope Fever (1967) : Bates
- 1967 : Sur la piste du crime (The F.B.I.)
  - Saison 2, épisode 19 The Gray Passenger de Christian Nyby : Gilman
- 1967 : Brigade criminelle (Felony Squad)
  - Saison 1, épisode 23 The Desperate Silence : Al Pike
- 1967 : Le Fugitif (The Fugitive)
  - Saison 4, épisode 15 Death of a Very Small Killer : le capitaine Mulvaney
- 1968 : La Grande Vallée (The Big Valley)
  - Saison 3, épisode 16 Les Gens de bien (The Good Thieves) : le marshal Moore
- 1968 : Peyton Place
  - Saison 4, épisode 82 de Ted Post et épisode 83 de Walter Doniger (sans titres) : Dr Kingman
- 1968 : Star Trek
  - Saison 3, épisode 6 Au-delà du Far West (Spectre of the Gun) de Vincent McEveety : Doc Holliday
- 1968-1975 : Mannix
  - Saison 2, épisode 9 J'ai besoin d'un ami (The Need of a Friend, 1968) : Tom Sommers
  - Saison 7, épisode 24 L'habit ne fait pas le moine (The Ragged Edge, 1974) de Don McDougall : rôle non spécifié
  - Saison 8, épisode 24 Les Grands Moyens (Hardball, 1975) de Bill Bixby : Fingerman
- 1975 : La Famille des collines (The Waltons)
  - Saison 4, épisode 9 The Emergence d'Alf Kjellin : M. Miller
- 1976 : Ellery Queen, à plume et à sang (Ellery Queen)
  - Saison unique, épisode 15 La Femme en vert (The Adventure of the Wary Witness) de Walter Doniger : le juge
- 1976 : Baretta
  - Saison 2, épisode 9 Dead Man Out de Robert Douglas : Dalton
- 1977 : Kojak, première série
  - Saison 5, épisode 9 L'Été 69, 1re partie (The Summer of '69, Part I) : Howard Blaine
- 1978 : La Petite Maison dans la prairie (Little House on the Prairie)
  - Saison 4, épisode 14 Rivalité (The Rivals) de William F. Claxton : Si Perkins
- 1978 : Les Têtes brûlées (Baa Baa Black Sheep)
  - Saison 2, épisode 8 Les Anges combattants (Fighting Angels) : l'amiral Somerset

#### Téléfilms
- 1974 : The Morning After (en) de Richard T. Heffron : Fisherman
- 1974 : The Tribe de Richard A. Colla : Rouse
- 1975 : Medical Story (en) de Gary Nelson : Dr Maxwell